# Dorfkirche Kolkwitz (Brandenburg)

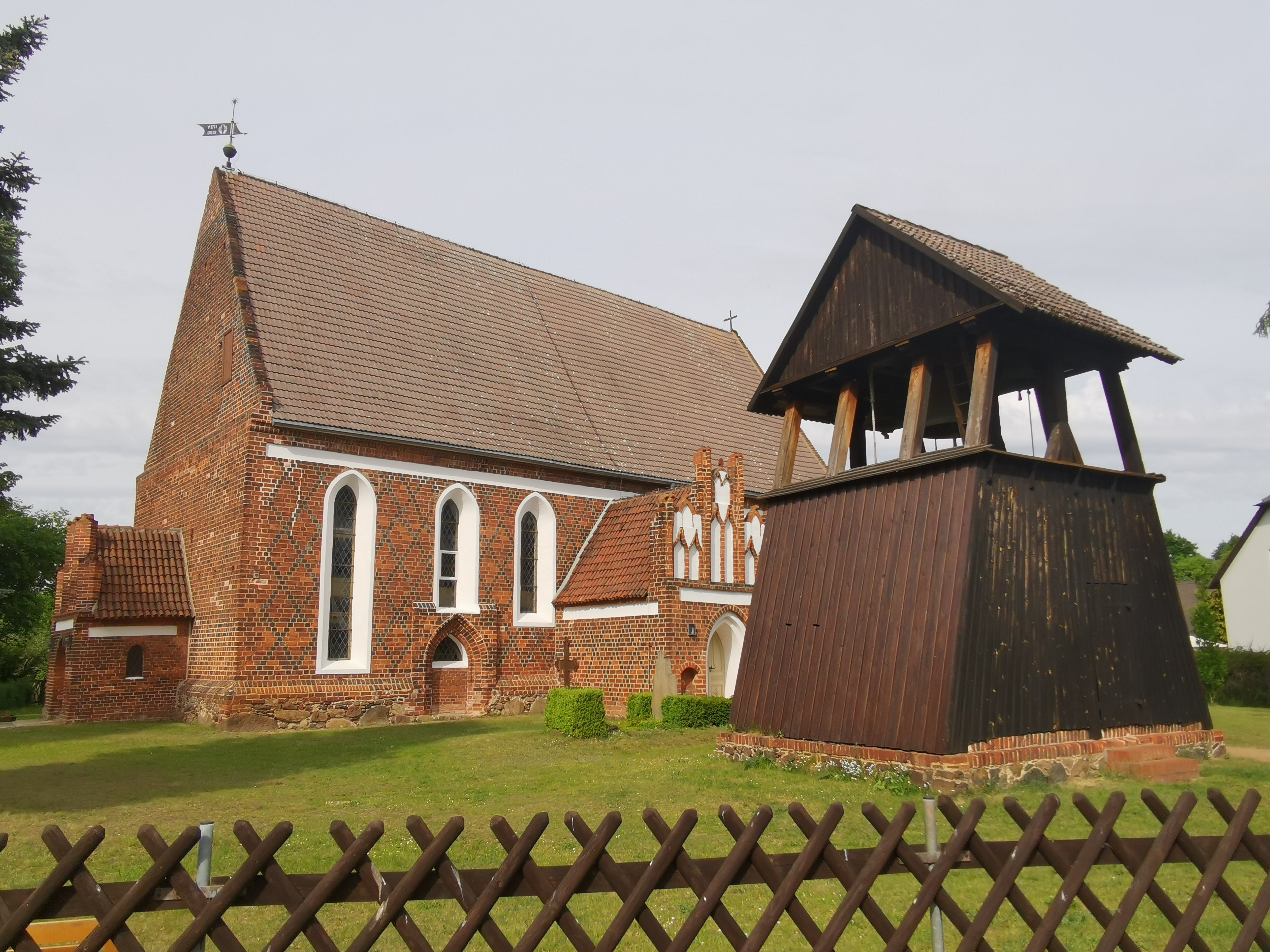
Dorfkirche Kolkwitz mit Glockenturm (2020)

Die Dorfkirche Kolkwitz ist das Kirchengebäude der evangelischen Gemeinde Kolkwitz im Landkreis Spree-Neiße in Brandenburg. Sie gehört zum Pfarrsprengel Kolkwitz-Gulben im Kirchenkreis Cottbus, der Teil der Evangelischen Kirche Berlin-Brandenburg-schlesische Oberlausitz ist. Die Kirche steht unter Denkmalschutz.

## Architektur und Geschichte
Die Kolkwitzer Dorfkirche ist ein rechteckiger Backsteinsaalbau, der um 1460 errichtet wurde. Das Kirchenschiff hat ein Satteldach. Bei einer ersten Bauwerkserweiterung kurz nach der Fertigstellung wurde die südliche Vorhalle angebaut. Ab 1876 wurden schließlich umfangreiche Umbaumaßnahmen an der Dorfkirche vorgenommen. Dabei entstanden das Ostjoch, eine polygonale Apsis und die Vorhalle an der Westwand der turmlosen Kirche. Der hölzerne Glockenturm südlich vor der Kirche wurde bereits im Jahr 1850 aufgestellt. Die Außenwand ist mit einer Rautenmusterung aus schwarz gefärbten Steinen verziert. Die Lanzettfenster wurden im 19. Jahrhundert erneuert. An der südlichen Wand sind heute noch zwei vermauerte Stufenportale zu erkennen.

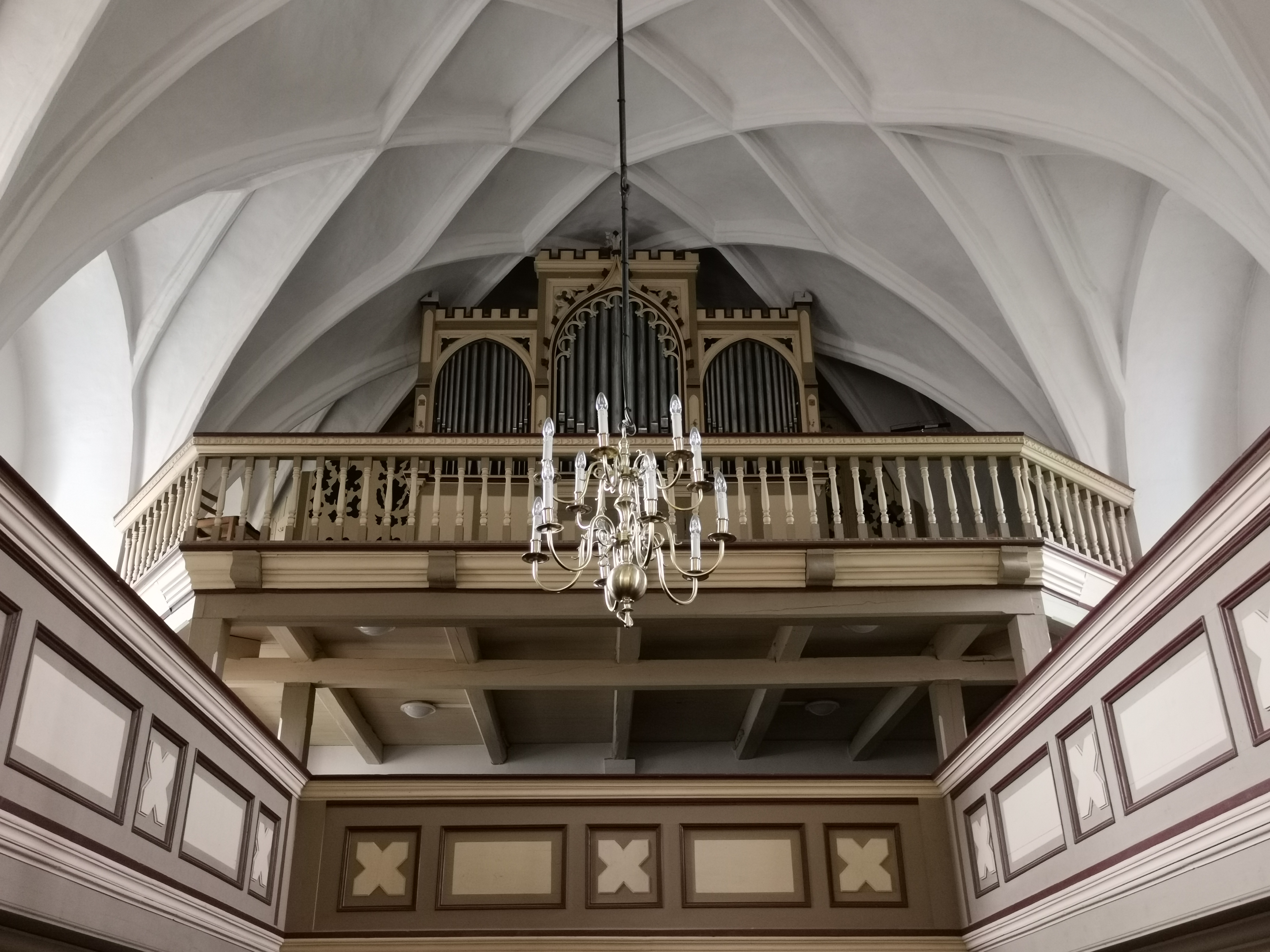
Die 1855 von C. Geißler gebaute Orgel (2020)

Die südliche Vorhalle hat ein Tonnengewölbe und ist außen mit einem Pfeilergiebel mit Blenden. Das Kirchenschiff selbst hat im Inneren ein Netzgewölbe. Die Ausstattung der Dorfkirche Kolkwitz stammt einheitlich aus der Zeit des 1876 erfolgten Umbaus. Die Orgel wurde 1855 von Conrad Geißler gebaut.

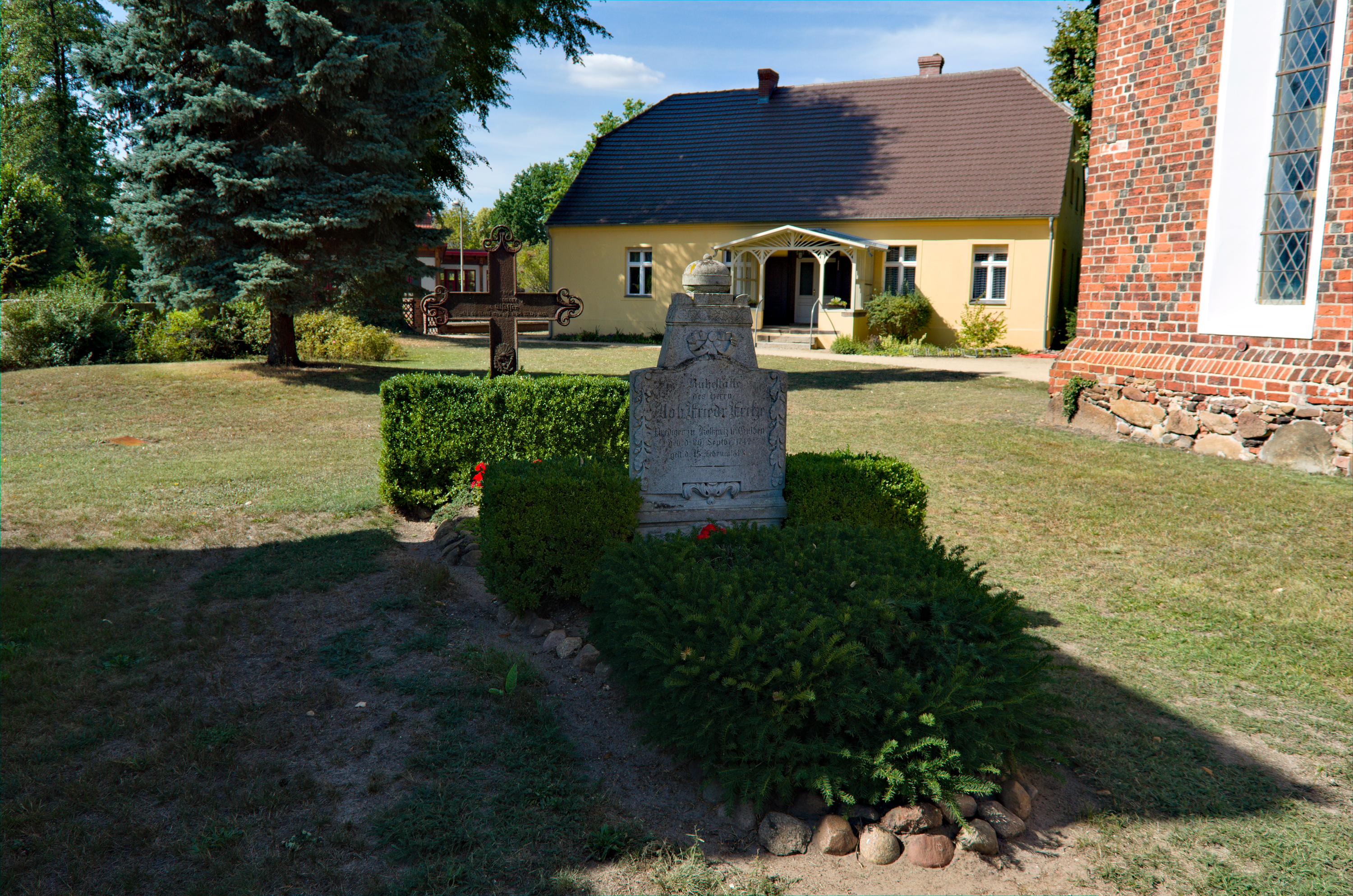
Grabstein Jan Bjedrich Fryco

Auf dem Kirchhof befindet sich das Grab des sorbischen Pfarrers Jan Bjedrich Fryco. Dieser wurde 1850 vom „Verein wendischer Gymnasiasten“ gestiftet und gilt als älteste nachweisbare deutsch-sorbische Beschriftung in der Niederlausitz. Der Gedenkstein enthält auf Vorder- und Rückseite die Inschrift „Spominajśo na wašych wucabnikow kenž / wam Bóže słowa su gronili gledajśo / na jich šuc a źijśo za jich wěru. / Ebräer 18.7.“ bzw. „Gedenket an eure Lehrer / die euch das Wort Gottes gesagt haben / ihr Ende schauet an und folget ihrem Glauben nach. / Hebräer 18.7.“ Der Grabstein steht ebenfalls als Einzeldenkmal unter Schutz.

## Kirchengemeinde
Zur Kirchengemeinde Kolkwitz zählen neben Kolkwitz noch die Dörfer Dahlitz und Putgolla. Bis zum Bau der Glaskirche Glinzig im Jahr 1995 gehörte auch Glinzig zur Kirchengemeinde. Arnošt Muka bezeichnete die Kirchengemeinde Kolkwitz nach seinem Besuch Anfang der 1880er Jahre als rein sorbisch, Gottesdienste fanden damals noch jede Woche sowohl in deutscher als auch in niedersorbischer Sprache statt. Im Juni 2024 fand der 78. Sorbische Evangelische Kirchentag in Kolkwitz statt.
Die Kirchengemeinde war seit jeher der Superintendentur Cottbus und später dem Kirchenkreis Cottbus unterstellt. Bis 1945 gehörte dieser zur Evangelischen Landeskirche der älteren Provinzen Preußens und nach deren Zerfall im Jahr 1945 zur Evangelischen Kirche in Berlin-Brandenburg. Im Jahr 2004 wurde der Kirchenkreis Cottbus Teil der Evangelischen Kirche Berlin-Brandenburg-schlesische Oberlausitz.